# Valle de Cibao
De Valle de Cibao is een vlakte in het noorden van de Dominicaanse Republiek. In Haïti gaat ze over in de Plaine du Nord. De vlakte ligt ten zuiden van de Cordillera Septentrional. De Valle de Cibao is ongeveer 240 kilometer lang, vanaf de noordoostelijke kust van het land tot aan de Baai van Samaná, en 15 tot 45 kilometer breed. De maximale hoogte bedraagt 300 meter. De vallei watert af via de Yaque del Norte en de Yuna.
De meeste oorspronkelijke vegetatie is verdwenen. Tegenwoordig is het een vruchtbare vallei waar landbouw bedreven wordt.
In de tijd van de Taino werd de vallei door de  cacicazgos  Magua en  Maguana gedeeld.